# Camillo Kossuth
Camillo Kossuth (* 21. September 1888 in Wien; † 24. Februar 1963, vermutlich in Göttingen) war ein österreichisch-deutscher Schauspieler bei Bühne und Film.

## Leben und Wirken
Kossuth begann seine künstlerische Laufbahn in den 1910er Jahren in der k.u.k.-Provinz. Nach seinem Debüt im nordböhmischen Brüx (heute: Most) spielte Kossuth seit Beginn der Weimarer Republik an Theatern in Bonn, Dresden und Hamburg, ehe er sich in Berlin einfand. Dort gehörte der gebürtige Wiener 1930/31 dem Deutschen Künstlertheater unter der Leitung von Heinz Hilpert an. Er spielte anschließend am Metropol-Theater der Rotter-Brüder, ehe er kurz nach der Machtergreifung 1933 Berlin verließ und fortan in der deutschen und (ab 1938) deutsch-besetzten Provinz auftrat. Bis 1944 sah man Camillo Kossuth an den Stadttheatern von Memel, Teplitz-Schönau, Neiße und Mährisch-Ostrau. Nach 1945 kehrte Kossuth für einige Zeit ins heimatliche Wien zurück.
Nach dem Krieg blieb Camillo Kossuth viele Jahre lang ohne feste Verpflichtung an einem Theater. Seinen Lebensabend verbrachte er in Göttingen, wo er seit 1955 am Deutschen Theater wirkte. Hierhin hatte ihn sein einstiger Chef vom Deutschen Künstlertheater Hilpert geholt. Mit kleinen Rollen konnte man Kossuth dort in so verschiedenartigen Stücken wie in Wendts Hotel la Liberté, Shakespeares König Lear und Oscar Wildes Bunbury sehen. Beim Film gab Camillo Kossuth nur wenige unbedeutende Stippvisiten.

## Filmografie
- 1927: Ramper, der Tiermensch
- 1928: Der alte Fritz, 2. Teil: Ausklang
- 1929: Napoleon auf St. Helena
- 1931: Drei Tage Liebe
- 1934: Der junge Baron Neuhaus
- 1937: Rote Rosen – blaue Adria
- 1948: Maresi
- 1958: Nick Knattertons Abenteuer

## Einzelnachweis
1. ↑  Kossuths eigenen Angaben zufolge soll er an sehr viel renommierteren Bühnen wie dem Theater in der Josefstadt in Wien und dem Deutschen Theater in Berlin aufgetreten sein, doch wird dies durch die Deutschen Bühnen-Jahrbücher nicht bestätigt.